# Sólveig Anspach
Sólveig Anspach (8 de desembre del 1960 - 7 d'agost del 2015) fou una directora de cinema i guionista islandesa. Va dirigir vuit pel·lícules des del 1998. La seva pel·lícula Stormy Weather va ser seleccionada a la secció Un certain regard al Festival de Canes 2003.

## Filmografia
| Any  | Títol                              | Acreditada com... | Acreditada com... | Annotacions               |
| Any  | Títol                              | Directora         | Guionista         |                           |
| ---- | ---------------------------------- | ----------------- | ----------------- | ------------------------- |
| 1995 | Premières vues                     | Sí                | No                | Sèrie de TV documental    |
| 1998 | Barbara, tu n'es pas coupable      | Sí                | No                | Telefilme                 |
| 1999 | Que personne ne bouge!             | Sí                | No                | Telefilme                 |
| 1999 | Haut les cœurs !                   | Sí                | Sí                |                           |
| 2001 | Made in the USA                    | Sí                | Sí                | Documental                |
| 2001 | Reykjavik, des elfes dans la ville | Sí                | Sí                | Documental                |
| 2002 | La revue                           | Sí                | Sí                | Sèrie de TV documental    |
| 2003 | Stormy Weather                     | Sí                | Sí                |                           |
| 2006 | Les Européens                      | Sí                | No                | Co-direcció               |
| 2007 | Personnel et confidentiel          | Sí                | No                | Sèrie de TV documental    |
| 2007 | Bienvenue chez...                  | Sí                | No                | Sèrie de TV documental    |
| 2008 | Skrapp út                          | Sí                | Sí                |                           |
| 2009 | Louise Michel                      | Sí                | Sí                | Telefilme                 |
| 2009 | Christine                          | Sí                | Sí                | Curtmetratge de televisió |
| 2010 | Anne et les tremblements           | Sí                | Sí                | Curtmetratge              |
| 2012 | Queen of Montreuil                 | Sí                | Sí                |                           |
| 2013 | Lulu femme nue                     | Sí                | Sí                |                           |
| 2016 | L'effet aquatique                  | Sí                | Sí                |                           |
| 2021 | Les jeunes amants                  | No                | Sí                |                           |